# 댄 프레이저

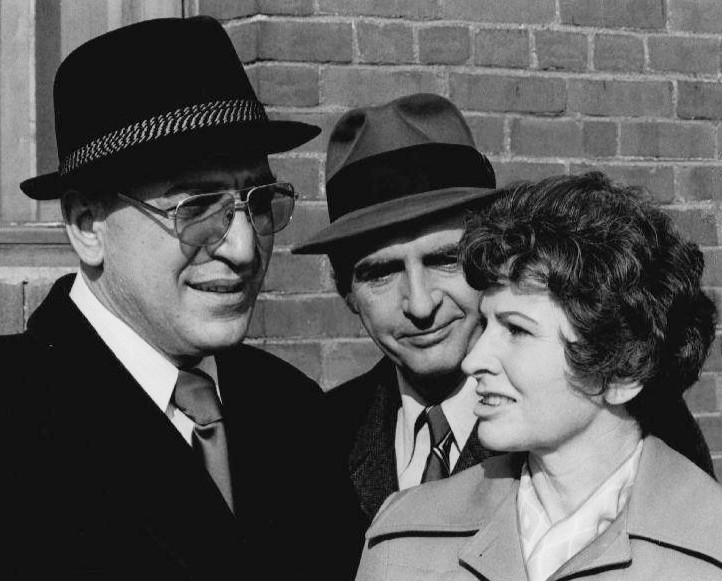

댄 프레이저(Dan Frazer, 1921년 11월 20일 ~ 2011년 12월 16일)는 미국의 배우이다.
뉴욕에서 태어났으며 뉴욕에서 사망하였다. 사인은 심부전이다.

## 출연 작품
- 플로더 2 - 못말리는 푼수들 (1992년)
- 세잉 카디쉬 (1991년)
- 우정과 사랑 (1984년)
- 브레이크아웃 (1975년)
- 더 슈퍼 캅스 (1974년)
- 스툴리 (1974년)
- 클레오파트라 존스 (1973년) - 크로포드 역
- 퍼즈 (1972년)
- 돈을 갖고 튀어라 (1969년)
- 카운터포인트 (1968년)
- 로드 러브 어 덕 (1966년)
- 들백합 (1963년)

### 텔레비전
- 인베이더 - 시리즈 (1967년)
- 법과 질서 (1990년)
- FBI (1965년)
- 코작 (1973년)
- 애즈 더 월드 턴즈 (1956년)
- 빌코 상사 (1955년)